# Косымбаев, Мэлс Азиевич
Мэлс Азиевич Косымбаев (каз. Мэлс Азыйұлы Қосымбаев; 11 декабря 1970, село Жылысу, Жетысайский район, Чимкентская область, КазССР, СССР) — казахстанский поэт-импровизатор, филолог, мастер айтыса, кандидат филологических наук (1999). Победитель республиканских, международных айтысов акынов. Заслуженный деятель Казахстана (2021). 

## Биография
Родился 11 декабря 1970 года в селе Жылысу Жетысайского района (ныне Мактааральского района) Южно-Казахстанской области (ныне Туркестанская область). Со школьных лет участвует в айтысах по району и области. Происходит из рода Адай племени Байулы.
В 1992 году окончил Уральский педагогический институт.
С 1988 по 2006 год — преподаватель, доцент Западно-Казахстанского государственного университета имени Махамбета Утемисова (г. Уральск);
С 2006 года работает в Управлении культуры Мангистауской области.
В 1999 году защитил кандидатскую диссертацию под руководством профессора Турсынбека Какишева, тема диссертации: «Особенности развития традиций акынов XIX—XX вв. (на материале творчества акынов Мангистау)» (каз. XIX-XX ғғ. ақындар дәстүрін дамыту ерекшеліктері (Маңғыстау ақындары шығармашылығының материалдары негізінде));

## Достижения в айтысе
Победитель: в 1990 году III республиканского айтыса акынов, в 1996 году — республиканского айтыса акынов к 150-летию Жамбыла, в 2001 году — республиканского айтыса акынов к 10-летию Независимости Республики.
Главный приз первого в Казахстане «Айтыс — чемпионата» (2007).

## Награды и звания
- 2001 (10 декабря) — Указом президента РК награждён медалью «Ерен Еңбегі үшін» (За трудовое отличие);[5]
- 2004 (14 декабря) — Государственная молодежная премия Правительства Республики Казахстан «Дарын» в номинации народного творчества.[6]
- 2007 — Почётный нагрудный знак Министерства культуры и информации Республики Казахстана «Деятель культуры Казахстана» (каз. Қазақстанның Мәдениет қайраткері) — за заслуги в культуре и искусстве.;
- 2015 — Указом президента РК награждён орденом «Курмет» — за вклад в развитие национального искусства и общественную активность.;[7]
- 2021 (2 декабря) — присвоено почётное звание «Қазақстанның еңбек сіңірген қайраткері» (Заслуженный деятель Казахстана);[8]